# Rudolf Dreßler
Rudolf Dreßler (né le 17 novembre 1940 et mort le 8 janvier 2025) est un homme politique et diplomate allemand.

## Jeunesse et carrière
Né en 1940, il est le fils d’un Allemand résistant à Adolf Hitler. Dreßler grandit à Sprockhövel et étudie à Wuppertal. Il est apprenti dans une imprimerie puis travaille pour différents journaux. De 1969 à 1981, il est membre du comité d'entreprise du journal Westdeutsche Zeitung (WAZ). De 1974 à 1983, il est membre de l'Union de l'Impression et du Papier (Allemagne) (en).

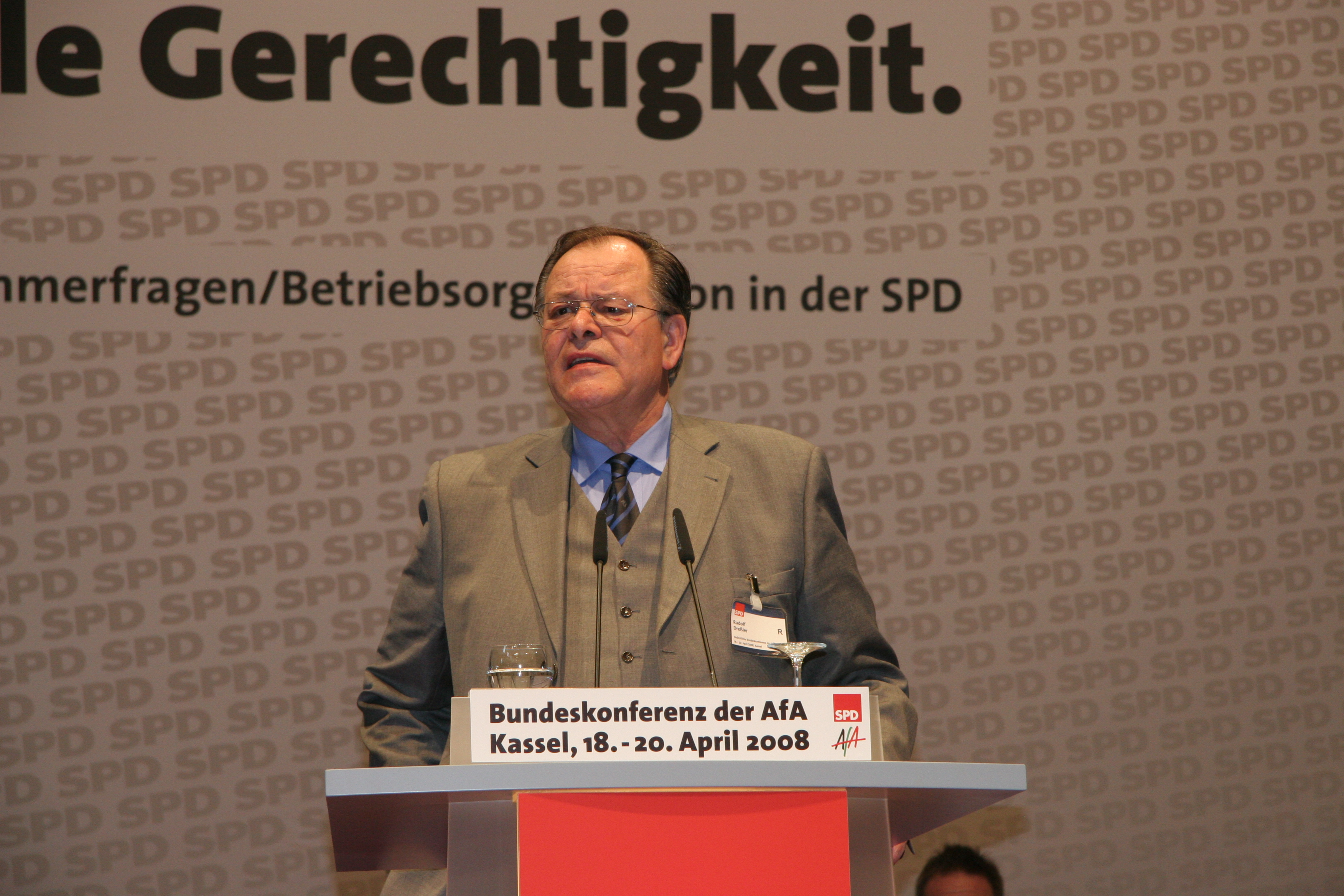
Rudolf Dreßler lors du congrès fédéral de l’AfA en 2008 à Cassel

## Carrière politique
Depuis 1969, Rudolf Dreßler est membre du Parti social-démocrate d'Allemagne (SPD).
De 1980 à 2000, il est député au Bundestag allemand, représentant la circonscription de Wuppertal I[citation nécessaire]. En 1982, il occupe brièvement le poste de Secrétaire d'État parlementaire (en) au Ministère fédéral du Travail, assistant alors le ministre Heinz Westphal. De 1987 à 2002, il est vice-président du groupe parlementaire SPD, sous la direction successive de Hans-Jochen Vogel, Hans-Ulrich Klose, Rudolf Scharping et Peter Struck.
De 2000 à 2005, Dreßler est ambassadeur d'Allemagne en Israël
.
En février 2023, il figure parmi les premiers signataires d’une pétition lancée par Sahra Wagenknecht et Alice Schwarzer appelant à la fin du soutien militaire à l’Ukraine dans le contexte de l’invasion de l’Ukraine par la Russie.

## Vie personnelle
Rudolf se marie trois fois et a deux enfants.
Le 11 novembre 1997, il est victime d’un accident de voiture près de Bonn.
Dreßler meurt le 8 janvier 2025 à l’âge de 84 ans.

## Distinctions
- 1988 : Croix de commandeur de l'ordre du Mérite de la République fédérale d'Allemagne